# St. Augusta
St. Augusta é uma cidade localizada no estado norte-americano do Minnesota, no condado de Stearns.
Sua população, segundo o censo de 2010, era de 3 317 habitantes.